# Leipsiceras pollens
Leipsiceras pollens is een zeeanemonensoort uit de familie Actiniidae.
Leipsiceras pollens is voor het eerst wetenschappelijk beschreven door McMurrich in 1898.